# 富山市立倉垣小学校
富山市立倉垣小学校（とやましりつ くらがきしょうがっこう）は富山県富山市にある公立小学校。

## 沿革
個別に出典が提示されていない箇所の出典→。
- 1874年
  - 7月10日 - 八町村の民家に小学校を仮設、八町小学校と命名[3]。
  - 10月 - 惟新小学校と改称[4]。
- 1875年5月 - 布目村の民家に分教の致精小学校を設置[4]。
- 1876年8月 - 布目村の別の民家に再度移転[4]。
- 1877年8月 - 布目1,200番地の致精小学校の独立校舎完成[4]。
- 1887年4月 - 研成小学校と改称[5]。
- 1890年
  - 4月1日 - 格致小の一部生徒を移し、簡易科日和小学校と改称[5][6]。
  - 8月1日 - 現在地に移転[6]。
- 1892年4月 - 日知尋常小学校と改称[5]。
- 1895年4月12日 - 婦負郡倉垣村立倉垣尋常小学校と改称[7]。
- 1908年10月13日 - 戊申詔書発布記念事業として校内に図書館開設[8]。
- 1910年12月 - 現在地に旧校舎落成。
- 1926年4月 - 倉垣尋常高等小学校に改称[5]。
- 1941年4月1日 - 婦負郡倉垣村立倉垣国民学校に改称[9]。
- 1947年4月 - 倉垣村立倉垣小学校に改称[10]。
- 1953年12月 - 校舎大改修、屋内体操場増築、特別教室増築。
- 1954年3月 - 和合町立倉垣小学校と改称。
- 1960年10月1日 - 富山市立倉垣小学校と改称。
- 1961年8月30日 - 校旗樹立、校歌制定。
- 1963年11月19日 - 校地を1,880坪拡張。
- 1966年
  - 2月28日 - 新校舎敷地の盛土および用水移転完了（1,455坪）。
  - 8月10日 - 鉄筋校舎第1期工事起工式。
- 1967年3月8日 - 鉄筋校舎第1期工事完工。
- 1968年6月30日 - 鉄筋校舎第2期工事完工。
- 1969年
  - 3月10日 - 体育館工事完工。
  - 3月18日 - 新校舎落成式。
- 1970年9月17日 - グラウンド工事完工。
- 1972年
  - 9月14日 - 学校農場開き。
  - 11月25日 - 普通教室2教室増築。
- 1973年11月26日 - 校舎正面に校門設置。
- 1976年11月10日 - 運動場南側に築山完成。
- 1978年3月8日 - 第4期増築工事完了[11]。

## 通学区域
打出、布目、布目旭、布目新町、布目東町、布目緑町、布目南町、つばめ野一丁目～二丁目

## 進学先
- 富山市立和合中学校

## 周辺
- 富山県道207号四方新中茶屋線